# L'Alcibiade fanciullo a scola

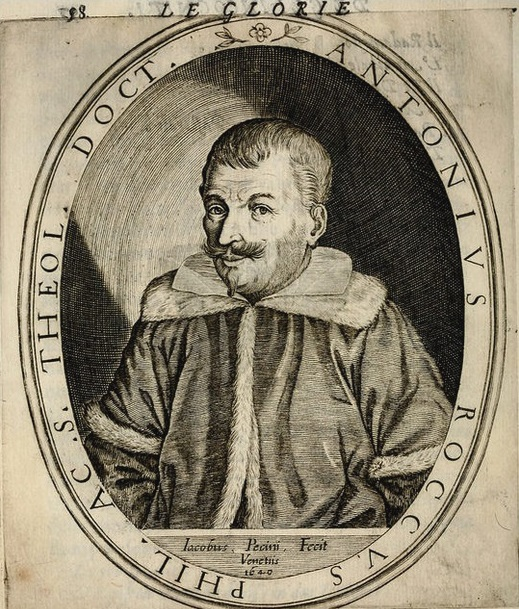
Antonio Rocco. Incisione da: Le glorie degli Incogniti, 1647.

L'Alcibiade fanciullo a scola è un "libretto da Carnevale" scritto nel 1630 da Antonio Rocco e pubblicato, anonimo, a Venezia nel 1652. Più che per il contenuto filosofico antireligioso, che fa capo al Libertinismo, è celebre per la paradossale (nel senso che la parola "paradosso" ha in filosofia) apologia della pederastia che propone.

## Il testo
Nel testo, dialogico, un insegnante cerca di persuadere il futuro generale greco Alcibiade, ancora "fanciullo", a intrattenere una relazione omosessuale.
La ragion d'essere della dissertazione, è mettere pesantemente in discussione il concetto di "natura" prevalente nel pensiero filosofico, e soprattutto nella morale, dell'epoca:
(p. 51.)

## La tormentata vicenda editoriale
Il lavoro ebbe una circolazione semiclandestina o comunque interna alla cerchia filosofico-politica dell'Accademia degli Incogniti, cui Rocco apparteneva, e quindi degli ultimi esponenti del Libertinismo filosofico italiano.
L'indicazione dell'autore, sul frontespizio come "D.P.A." era giocata in modo da poter essere interpretata come "Divini Petri Aretini" ("del divino Pietro Aretino"), mentre in realtà nascondeva la molto più pedestre indicazione "Di Padre Antonio".
L'opera fu così inizialmente creduta dell'Aretino (salvo ovviamente nella cerchia in cui era nato) poi, nel 1850 un opuscolo per bibliofili di Giambattista Baseggio, stampato in soli 16 esemplari, in base a dati stilistici e argomentativi riconosceva correttamente l'appartenenza dell'opera alla cerchia libertina dell'Accademia degli Incogniti, proponendo (stavolta a torto) come autore Ferrante Pallavicino, lo scrittore più celebre della cerchia in quanto aveva pagato con la vita i suoi attacchi alla morale cattolica e alla religione.
Per molti decenni questo libriccino venne così creduto e citato come opera del Pallavicini, anche dopo che nel 1890 Achille Neri aveva rivelato che era stato scritto da Antonio Rocco, dimostrandolo definitivamente grazie ad una lettera inedita di Francesco Loredàn, uno degli esponenti di spicco dell'Accademia degli Incogniti (che si riuniva nel suo palazzo), che conosceva bene il Rocco, e che oggi si ritiene possa addirittura essere stato il primo editore.
Messo all'Indice dei libri proibiti, epurato per il suo contenuto "scandaloso", in epoca moderna (quando attrasse l'attenzione dei bibliofili e degli eruditi) ne sopravvivevano solo 10 copie in tutto il mondo.
Nel 1882 il lavoro riapparve per l'editore Jules Gay di Parigi, in sole cento copie, che furono in gran parte sequestrate e distrutte. Tale vicenda ha fatto a lungo di tale libriccino una delle opere a stampa più rare e ricercate. A sollecitare la ristampa e a preoccupare le autorità non era più, ormai, il contenuto filosofico e anti-religioso, bensì quello erotico. Si noti che il libretto non indulge nella descrizione di atti sessuali, limitandosi ad argomentare sui motivi per cui il rapporto fra persone dello stesso sesso non possa essere considerato "contro natura" e sia anzi raccomandabile.
Nel 1988 ne ha infine curato un'edizione critica la studiosa Laura Coci, che ha identificato negli originali superstiti due diverse edizioni del testo.
Da tale riedizione hanno preso il via alcune traduzioni in lingua straniera.

### Il testo
- Il testo completo su Wikisource.
- D.P.A., L'Alcibiade fanciullo a scola, s.i.t, ma 1651.
- Ferrante Pallavicino (sic), Alcibiade enfant a l'ecole / traduit pour la première fois de l'italien, Chez l'ancien Pierre Marteau, Amsterdam 1866 e 1891.
- Ferrante Pallavicino (sic), L'Alcibiade fanciullo a scola, Gay, Paris 1882.
- Antonio Rocco, L'Alcibiade fanciullo a scola, Salerno, Roma 1988 e 2003 (edizione critica a cura di Laura Coci).
- Antonio Rocco, Pour convaincre Alcibiade; preface de Maria Dimitrakis, NiL, Paris 1999.

### Gli studi
- Giambattista Baseggio, Disquisizione intorno al rarissimo libro intitolato "Alcibiade fanciullo a scola", Tip. Baseggio, Bassano 1850. Anche in francese:  Dissertation sur l'Alcibiade fanciullo a scola / traduite de l'italien de Giamb. Baseggio et accompagnée de notes et d'une postface par un bibliophile français, Gay, Paris 1861.
- Achille Neri, Il vero autore dell'"Alcibiade fanciullo a scola", "Giornale storico della letteratura italiana", XII 1888, pp. 219-227. Poi in: Studi bibliografici e letterari, Tip. Istituto sordomuti, Genova 1890, pp. 155-170.
- Giorgio Spini, Ricerca dei libertini. La teoria dell'impostura delle religioni nel Seicento italiano, La Nuova Italia, Firenze 1983 (seconda edizione accresciuta), pp. 161-168.
- Giovanni Dall'Orto, Antonio Rocco and the background of his "L'Alcibiade fanciullo a scola". In: Atti del convegno: "Among men, among women", Amsterdam, 22-26/6/1983, pp. 224-232.
- Laura Coci, L'Alcibiade fanciullo a scola. Nota bibliografica, "Studi secenteschi", XXVI 1985, pp. 301-329.
- Louis Asoka, Alcibiade the schoolboy, "Paidikà" n. 2, Autumn 1987, pp. 49-54